# Bruère-Allichamps

Bruère-Allichamps este o comună în departamentul Cher, în Centre-Val de Loire, Franța. În 1 ianuarie 2022 avea o populație de 569 de locuitori.

## Locuri și monumente

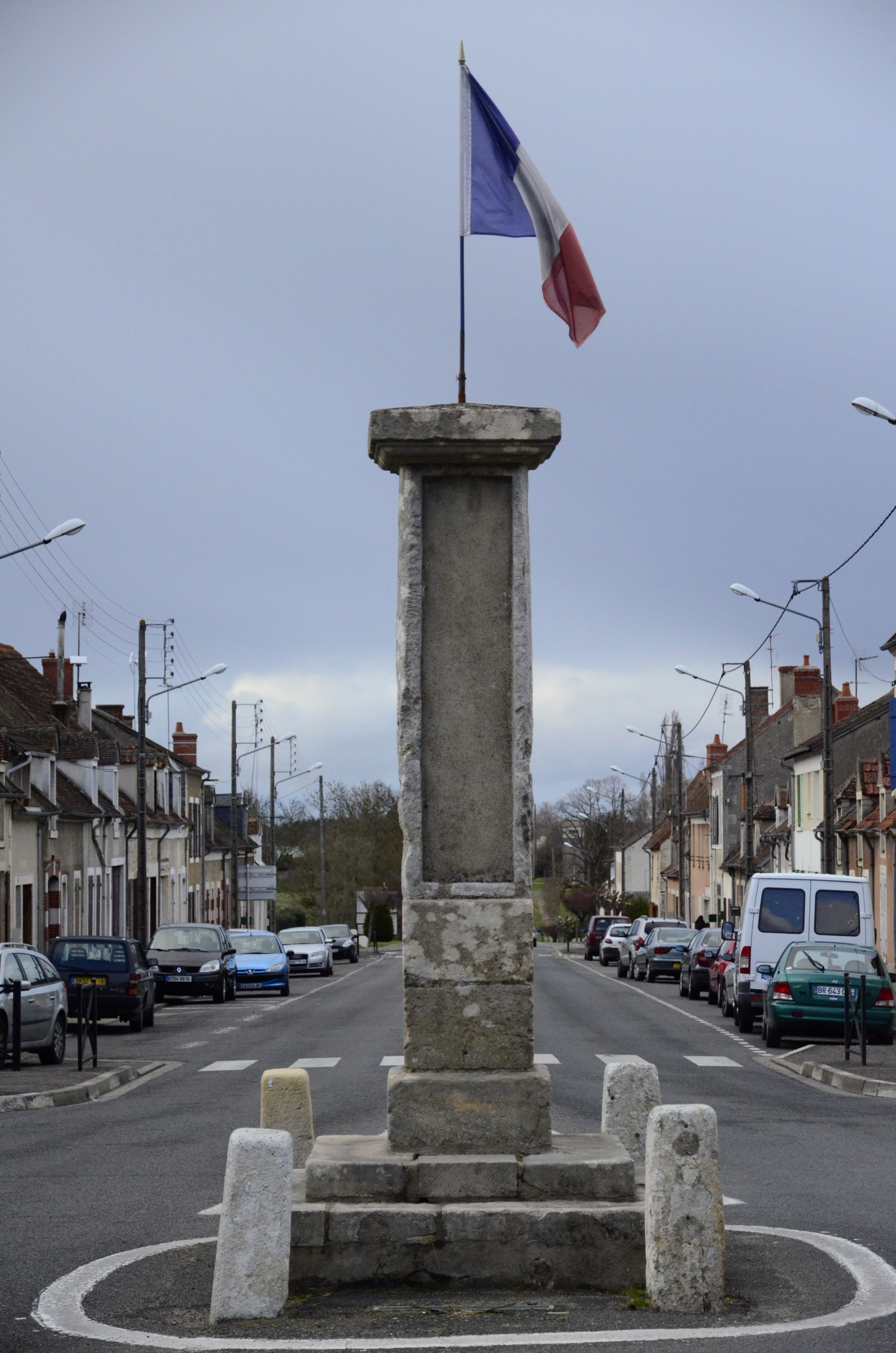
Coloana romană din Bruère-Allichamps, care marchează centrul țării